# Landbomuseet på Birkendegaard
Birkendegård Landbommuseum er, som navnet antyder, et landbrugsmuseum, der ligger på Birkendegård i Kalundborg Kommune omkring 8 km øst for Kalundborg. I 1994 startede en gruppe frivillige etableringen af museet, som officielt åbnede i 1997. Det blev indrettet i den gamle tyrestald på gården. Det består af en udstilling af landbrugsredskaber, værksteder og boligindretning fra starten af 1900-tallet.
I 2004-2005 blev museet renoveret og nyindrettet.